# Теодора Токовић
Теодора Токовић (Београд, 17. мај 1991) је српска певачица која се прославила учешћем у такмичењима Пинкове звезде и у дванаестој сезони Звезде Гранда где је освојила друго место (прво по гласовима жирија).
Дете је разведених родитеља и одрасла је са мајком и братом. Њен брат је манекен и певач Лазар Живановић, који се појавио у споту Милице Павловић и који је учествовао на Беовизији 2020. са песмом Пукло је небо, а такмичи се у седамнаестој сезони Звезди гранда. Теодора је била удата за кикбоксера Ненада Токовића са којим има ћерку. Наступа често са певачем Николом Петковићем.

## Дискографија

### Синглови
- Треба времена (2013) са Драгијем Домићем (обрада)
- Гала (2018)
- Пакуј кофере (2019)[6]
- Све је лако кад си млад (2022)